# Liolaemus ramirezae
Liolaemus ramirezae är en ödleart som beskrevs av  Lobo 1999. Liolaemus ramirezae ingår i släktet Liolaemus och familjen Tropiduridae. Inga underarter finns listade i Catalogue of Life.